# Jan František Gretsch
Jan František Gretsch (14. srpna 1866 Praha-Nové Město – 28. června 1894 tamtéž), byl český akademický malíř.

## Život
Jan František Gretsch se narodil 14. srpna 1866 na Novém Městě pražském ve Voršilské ulici č.2 jako nejstarší potomek Karla Gertsche a jeho manželky Františky, rozené Václavíkové. Jeho otec byl truhlář a příležitostně vykonával domovnictví. Malířské vlohy měl již od raného mládí. Po absolvování obecné školy, pokračoval ve studiu na reálném gymnáziu. Svoje malířské nadání si zdokonaloval v c.k. všeobecné kreslířské škole u profesora Emila Reyniera. V dalším studiu pokračoval v letech 1885–1887 na Uměleckoprůmyslové škole v Praze u profesora Františka Ženíška. V letech 1889–1891 navštěvoval ateliér Maxmiliána Pirnera na pražské malířské akademii, kde se plně rozvinul jeho mimořádný talent. V roce 1894 obdržel od městské rady příspěvek na studijní pobyt v Paříži, ale před odjezdem náhle 28. června 1894 v Praze zemřel. Pohřben byl na Vyšehradském hřbitově.

## Dílo
- Galileo Galilei: A přece se točí (1890)
- Salvátorská legenda (1893)
- Návštěva herců u umírajícího J. K. Tyla (1894)
- Večer na hřbitově (1893)
- Sv. František z Assisi káže ptactvu (1889)

## Galerie

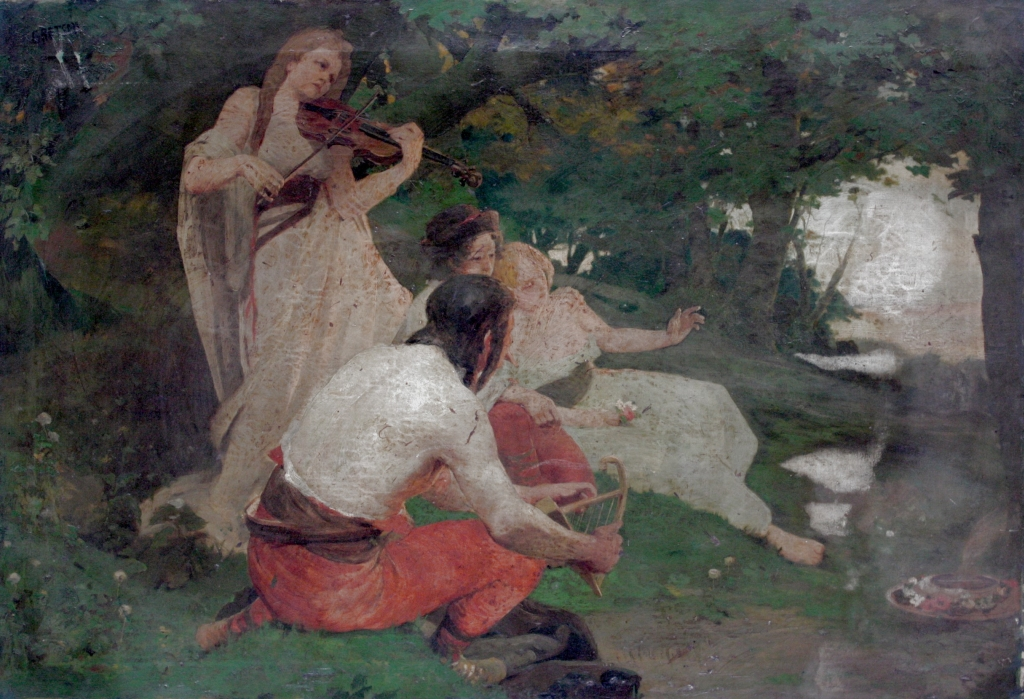
Jan František Gretsch, děvčata v idylické pohodě
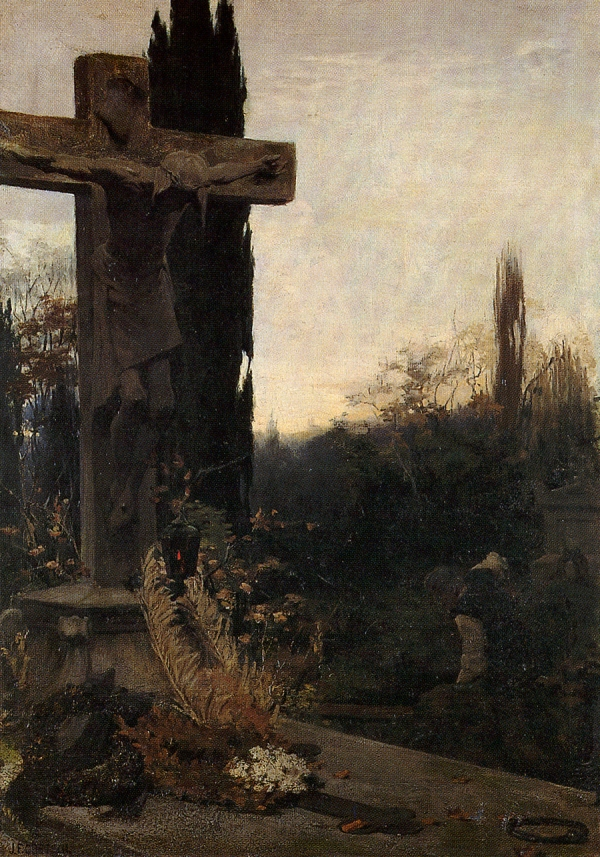
Jan František Gretsch, večer na hřbitově (cca 1893)
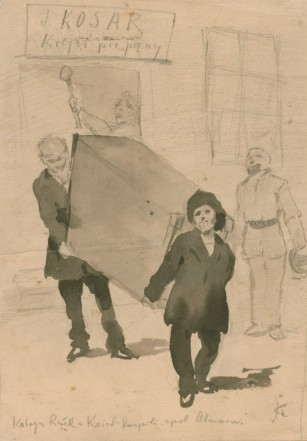
Jan František Gretsch, stěhování staré almary (1897)
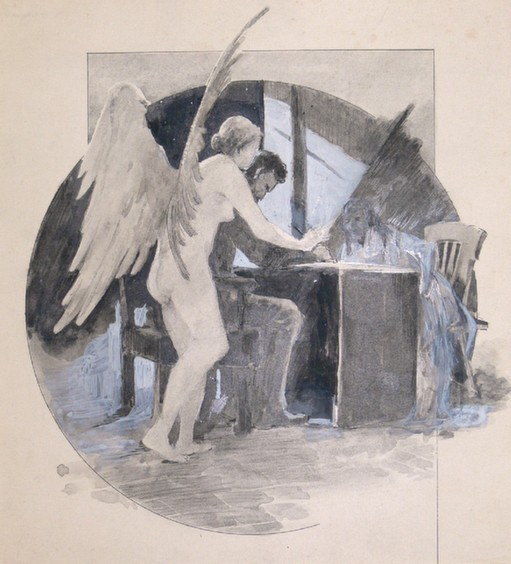
Jan František Gretsch, život básníka
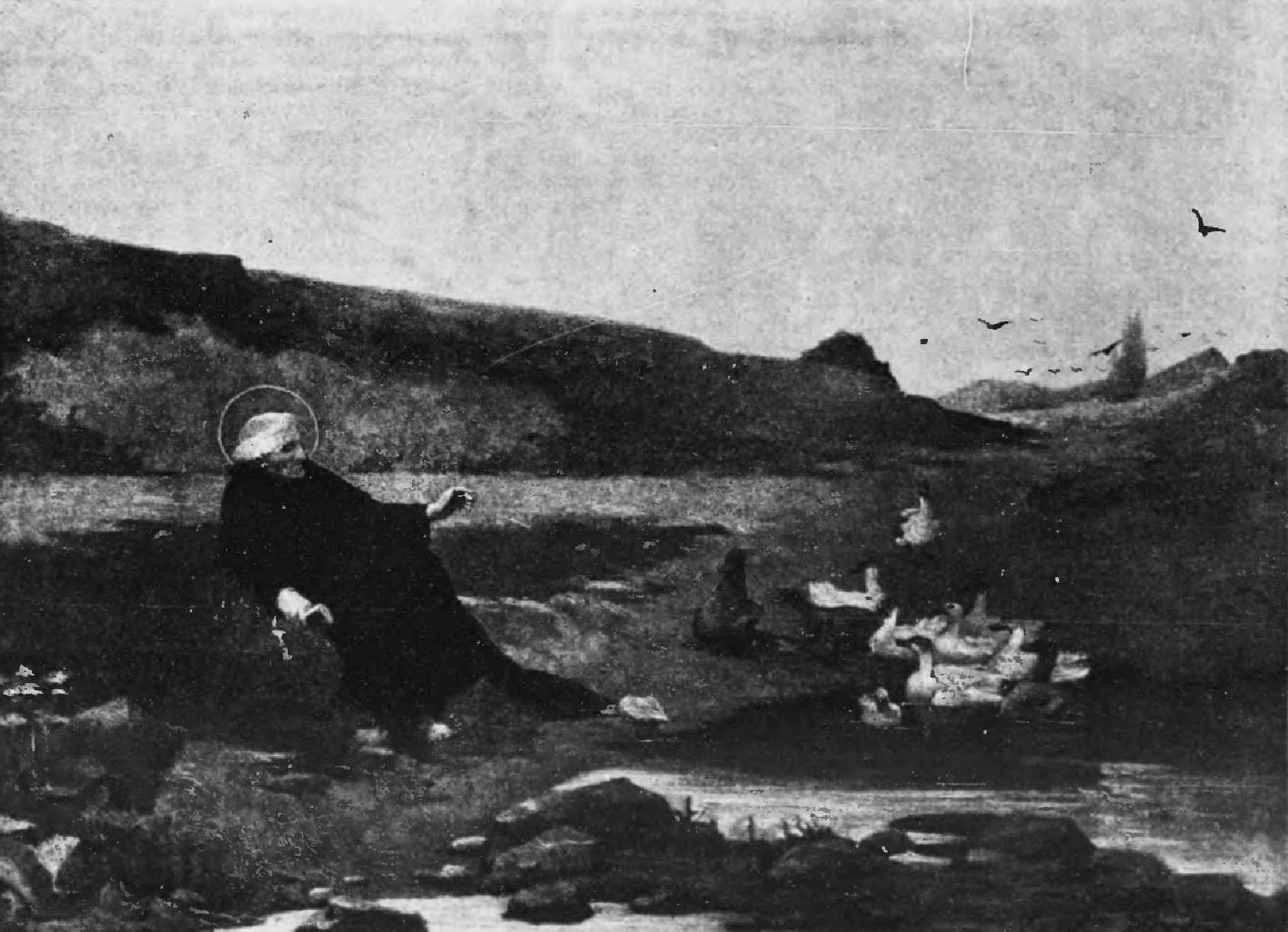
Jan František Gretsch, Sv. František z Assisi káže ptactvu